# Sebastian Druszkiewicz
Sebastian Druszkiewicz, né le 14 juin 1986 à Zakopane, est un patineur de vitesse polonais.

## Palmarès

### Jeux olympiques d'hiver
| Épreuve / Édition | Vancouver 2010 | Sotchi 2014 |
| 5 000 mètres      | -              | 23e         |
| 10 000 mètres     | 14e            |             |

### Universiade
- 2009 à Harbin (Chine):
  -  Médaille d'or relais

### Records personnels
- 500 m 37 s 76 (Calgary, 28.11.09)
- 1 000 m 1 min 16 s 27 (Zakopane, 21.12.08)
- 1 500 m 1 min 48 s 74 (Calgary, 28.11.09)
- 3 000 m 3 min 47 s 46 (Calgary, 03.11.07)
- 5 000 m 6 min 25 s 70 (Calgary, 11.11.07)
- 10 000 m 13 min 20 s 51 (Calgary, 10.01.10)